# 球果芥
球果芥（学名：Neslia paniculata），即球果荠，为十字花科球果荠属下的一种一年生草本植物，高30-90釐米，葉子和莖上有絨毛，開黃色花。這種植物原產於舊大陸，後來引種到美洲